# 2015 en économie (activité humaine)
| • Chronologie générale de l'économie • |

| • Chronologie générale de l'économie • |

| Années de l'économie : 2012 - 2013 - 2014 - 2015 - 2016 - 2017 - 2018    |
| Décennies de l'économie : 1980 - 1990 - 2000 - 2010 - 2020 - 2030 - 2040 |

Cet article présente les faits marquants de l'année 2015 en économie.

## Événements majeurs
- Le prix du pétrole est resté très bas en 2015, et le dollar se renforce par rapport à l'Euro[1]

## Chronologie
- 21 janvier 2015 : Réunion annuelle du Forum économique mondial à Davos (jusqu'au 24 janvier).
- Le 1er novembre 2015 : HP se divise en deux entités distinctes : HP Inc. et Hewlett-Packard Enterprise.